# Grassmann-variëteit
In de differentiaalmeetkunde, een deelgebied van de meetkunde, is een grassmann-variëteit een ruimte die  alle lineaire deelruimten van een vectorruimte {\displaystyle V} van een gegeven dimensie parameteriseert. De grassmann-variëteit {\displaystyle \mathrm {Gr} _{1}(V)} is bijvoorbeeld de ruimte van de lijnen door de oorsprong in {\displaystyle V}, dus is het dezelfde als de projectieve ruimte {\displaystyle P(V)}. Grassmann-variëteiten zijn genoemd naar de Duitse wiskundige Hermann Grassmann.